# Postimpressionnisme

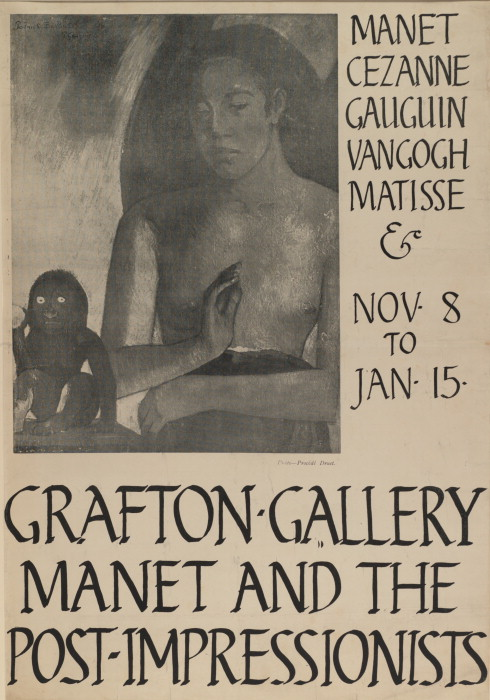
Affiche de Manet and the Post-Impressionists (1910), pour l'exposition londonienne montée par Roger Fry.

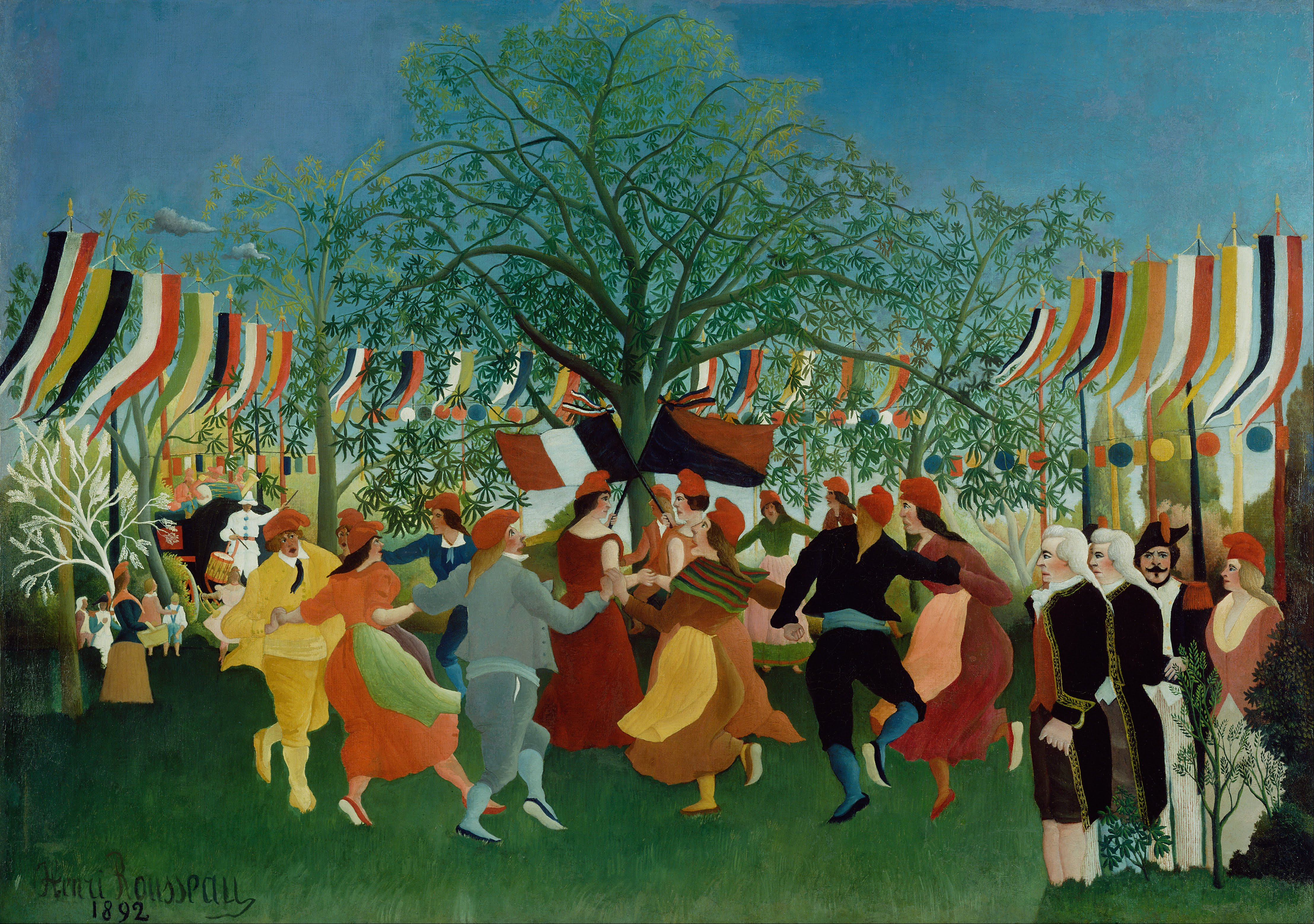
Henri Rousseau, Le Centenaire de l'Indépendance (1892), Los Angeles, Getty Center.

Le postimpressionnisme, ou post-impressionnisme, caractérise une période de l'histoire de l'art moderne et de la peinture en particulier, entre la fin des années 1880 et, par convention, l'année 1910.
Ce n'est pas un courant mais le constat, pressenti par la critique dès les années 1880, que l'impressionnisme est arrivé à ses limites, laissant place à quantité de nouveaux styles et mouvements (pointillisme, synthétisme, symbolisme, nabi, etc.) — autant de groupes issus des amitiés ou des batailles entre les peintres, et de leurs échanges avec les critiques, les galeristes, les mécènes, dans un climat d'énergie créatrice nouvelle. Ces nouveaux courants furent qualifiés dès le début des années 1890 de « néo-impressionnistes ». L'expression « post-impressionnisme » est une création du critique d'art britannique Roger Fry en 1909.
Le postimpressionnisme précède l'arrivée des avant-gardes artistiques du début du XXe siècle.

## Un mouvement hétérogène
La rupture de l'élan impressionniste, qui fut lui-même une cassure, comme l'avait été le réalisme de Gustave Courbet, est effective en 1886 : selon les propres mots du critique d'art Félix Fénéon, dans son essai décisif Les Impressionnistes en 1886, « avec cette exposition, l’impressionnisme est définitivement mort », et est remplacée par un nouveau mouvement, une nouvelle forme d’art, qu’il appelle « néo-impressionnisme ou post impressionnisme ». Au cours des vingt années suivantes, le terme commence à être utilisé pour désigner le passage entre la première phase de l’impressionnisme (1870-1884) et les avant-gardes artistiques du XXe siècle.
Ce terme est particulièrement revalorisé à partir de 1906 par le critique d'art et peintre britannique, Roger Fry : sur le plan international, le terme n'a toutefois pris racine que lors de l'exposition organisée de novembre 1910 à janvier 1911 par Fry, aux Grafton Galleries de Londres, Manet and the Post-Impressionists (« Manet et les postimpressionnistes ») : cette exposition permit aux acheteurs américains, qui devenaient prépondérants à cette époque, d'identifier enfin cette période de recherches intenses, et d'accepter la fin de l'impressionnisme — quand des centaines de peintres américains justement, durant ces années 1900-1910, venaient en Europe « faire de l'impressionnisme », aller à Giverny, etc.
Le postimpressionnisme n’est pas un mouvement conscient et unitaire, mais c'est un état d’esprit répandu en Europe dans les deux dernières décennies du XIXe siècle. C'est pourquoi il ne peut être réduit aux seuls peintres français ou vivant en France : tous les pays européens sont plus ou moins traversés durant cette période par des soubresauts esthétiques, des recherches formelles, des prises de risque.
Le terme postimpressionnisme est donc une appellation nécessairement floue et plurielle, qui englobe des dizaines de courants et de styles, terme que des critiques vont appliquer, avec le recul, d'abord à Paul Cézanne — considéré comme le premier représentant de cette nouvelle rupture — puis Vincent van Gogh, Paul Gauguin, Henri de Toulouse-Lautrec et Georges Seurat, pour ce qui est des peintres français.

## Galerie

Œuvres de peintres postimpressionnistes
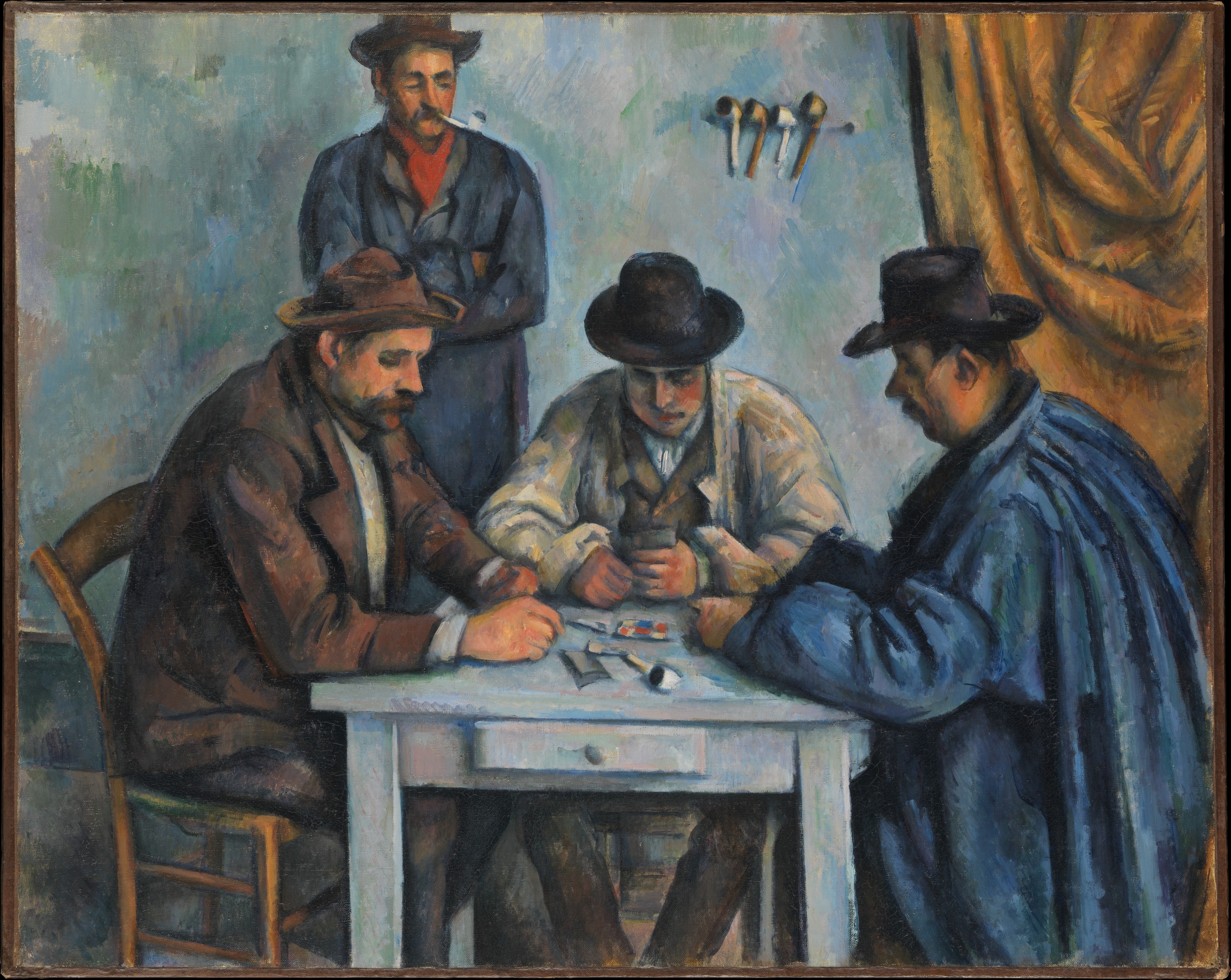
Paul Cézanne, Les Joueurs de cartes (1892-1893), New York, Metropolitan Museum of Art.
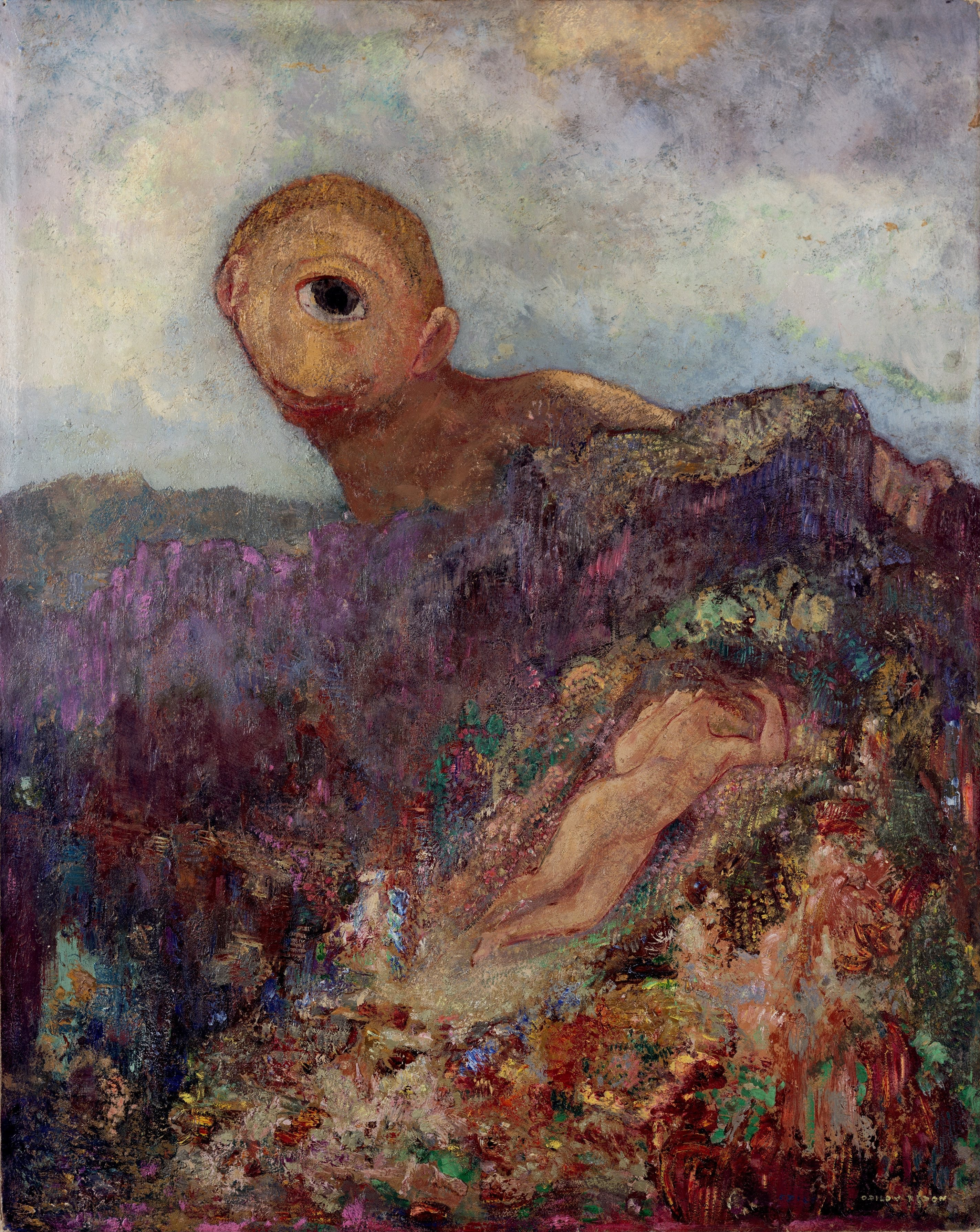
Odilon Redon, Le Cyclope, Otterlo, musée Kröller-Müller.
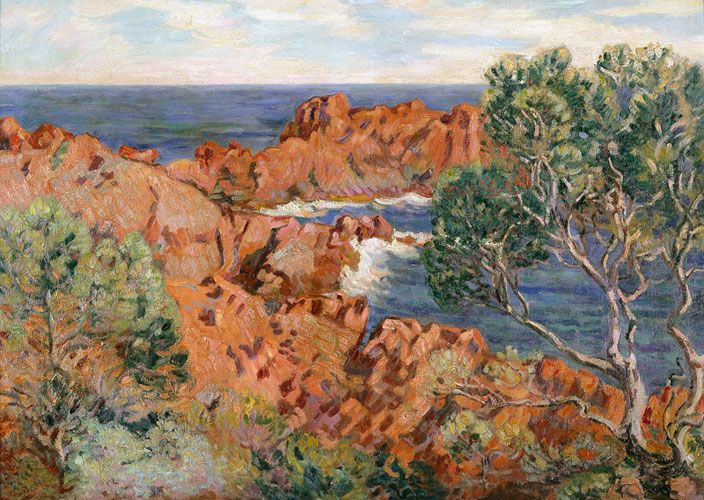
Armand Guillaumin, Agay (vers 1901), Miami Beach, Bass Museum.
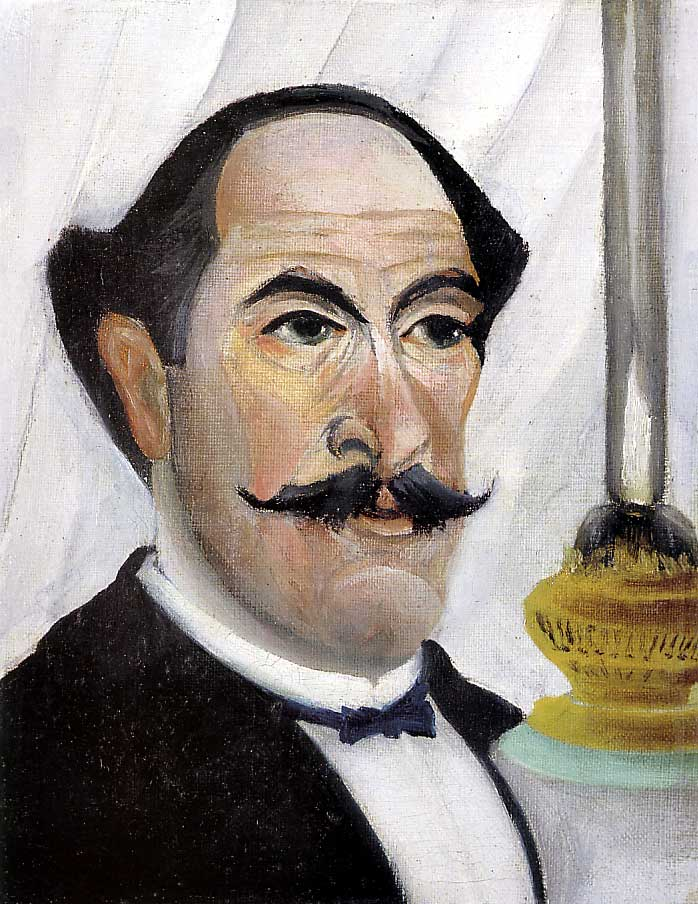
Henri Rousseau, Autoportrait à la lampe (1903), Paris, musée Picasso.
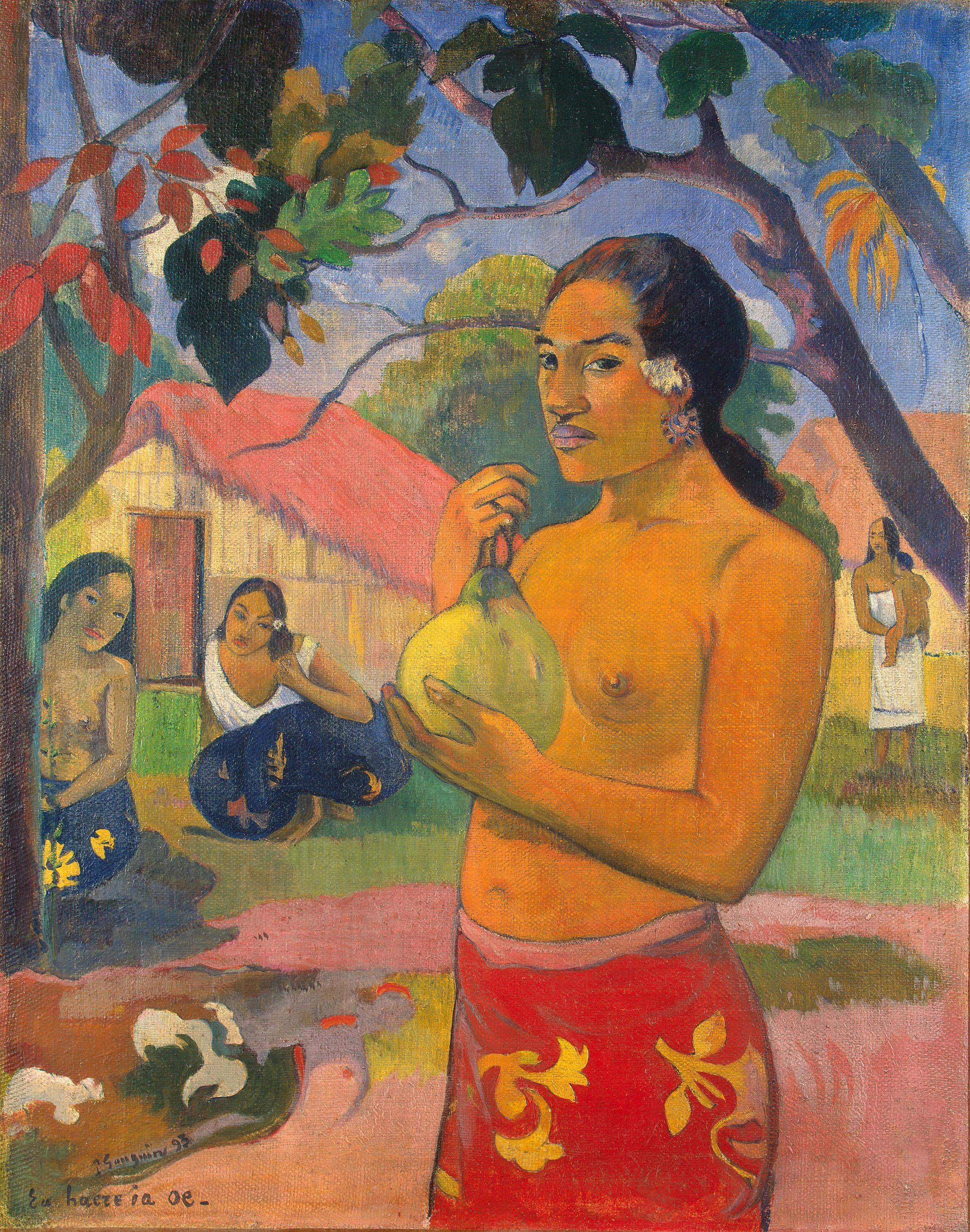
Paul Gauguin, Ou vas-tu? II (1893), Saint-Pétersbourg, musée de l'Ermitage.
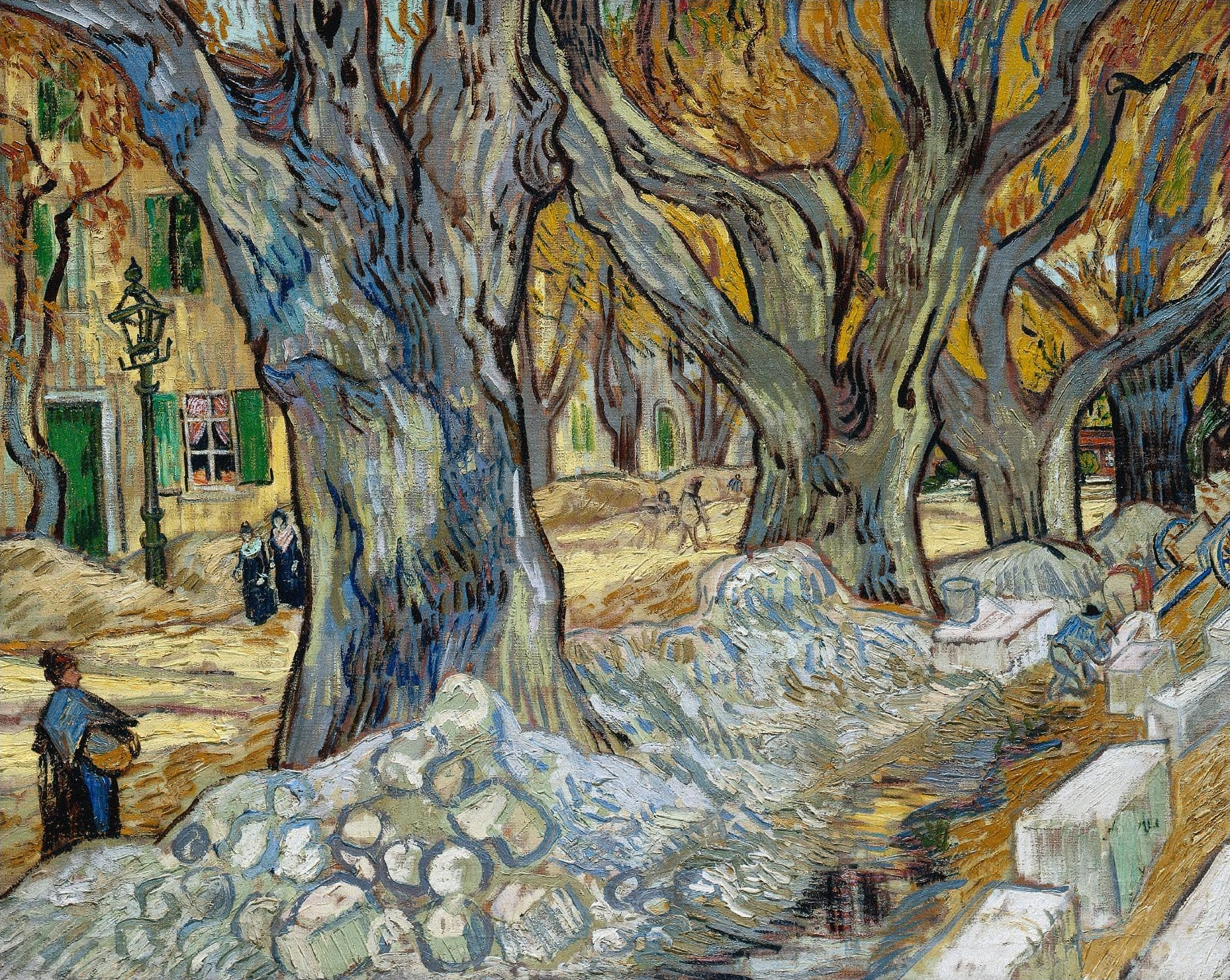
Vincent van Gogh, Les Grands platanes (Travailleurs de la route à Saint-Rémy) (1889), Cleveland Museum of Art.
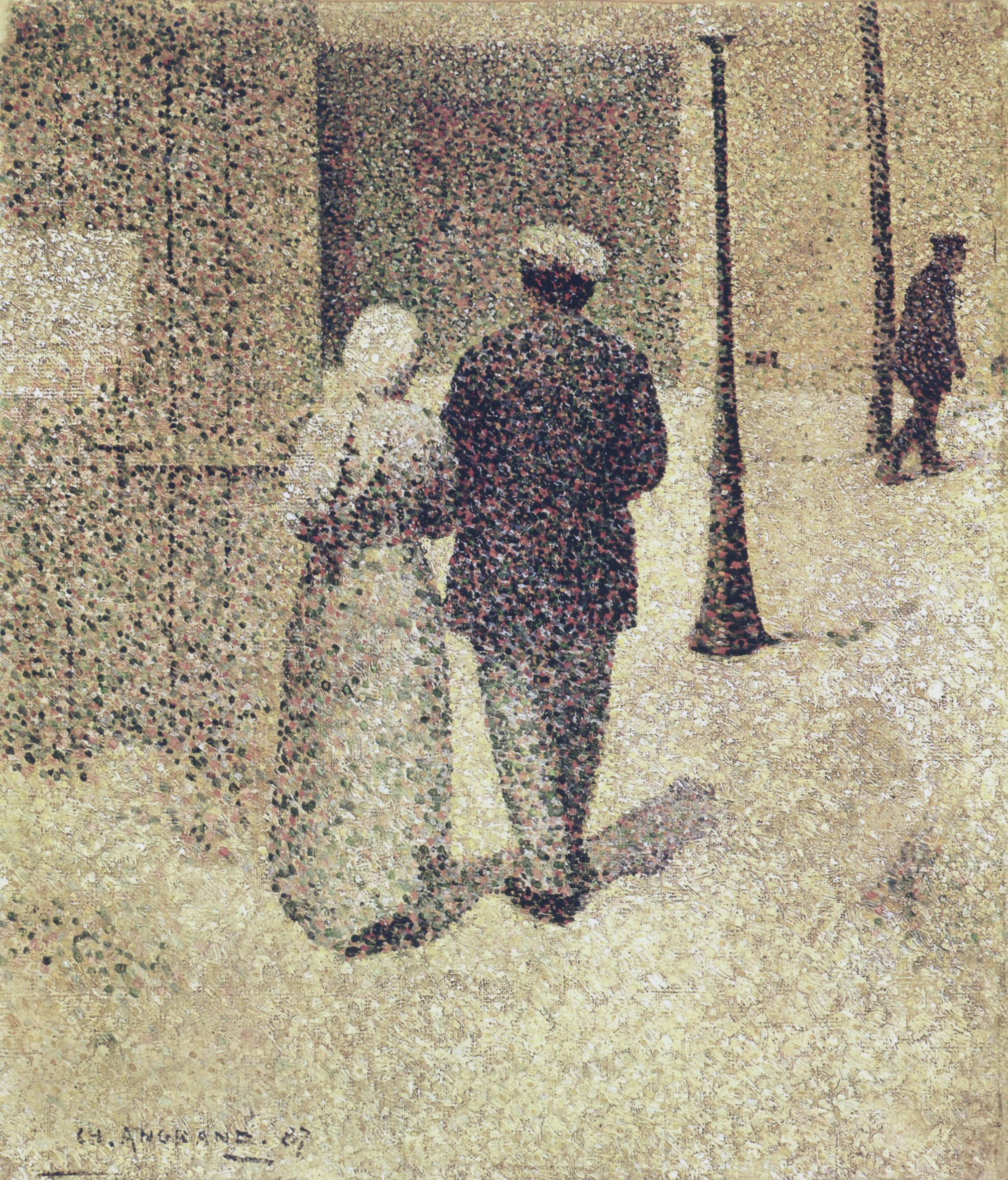
Charles Angrand, Homme et femme à la rue (1887), Paris, musée d'Orsay.
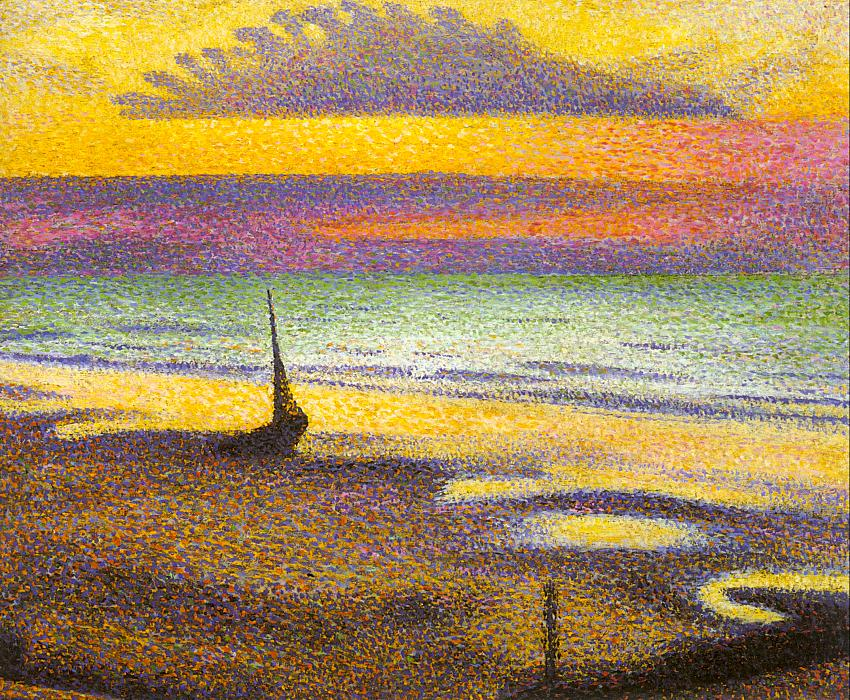
Georges Lemmen, Plage à Heist (1891-1892), Paris, musée d'Orsay.
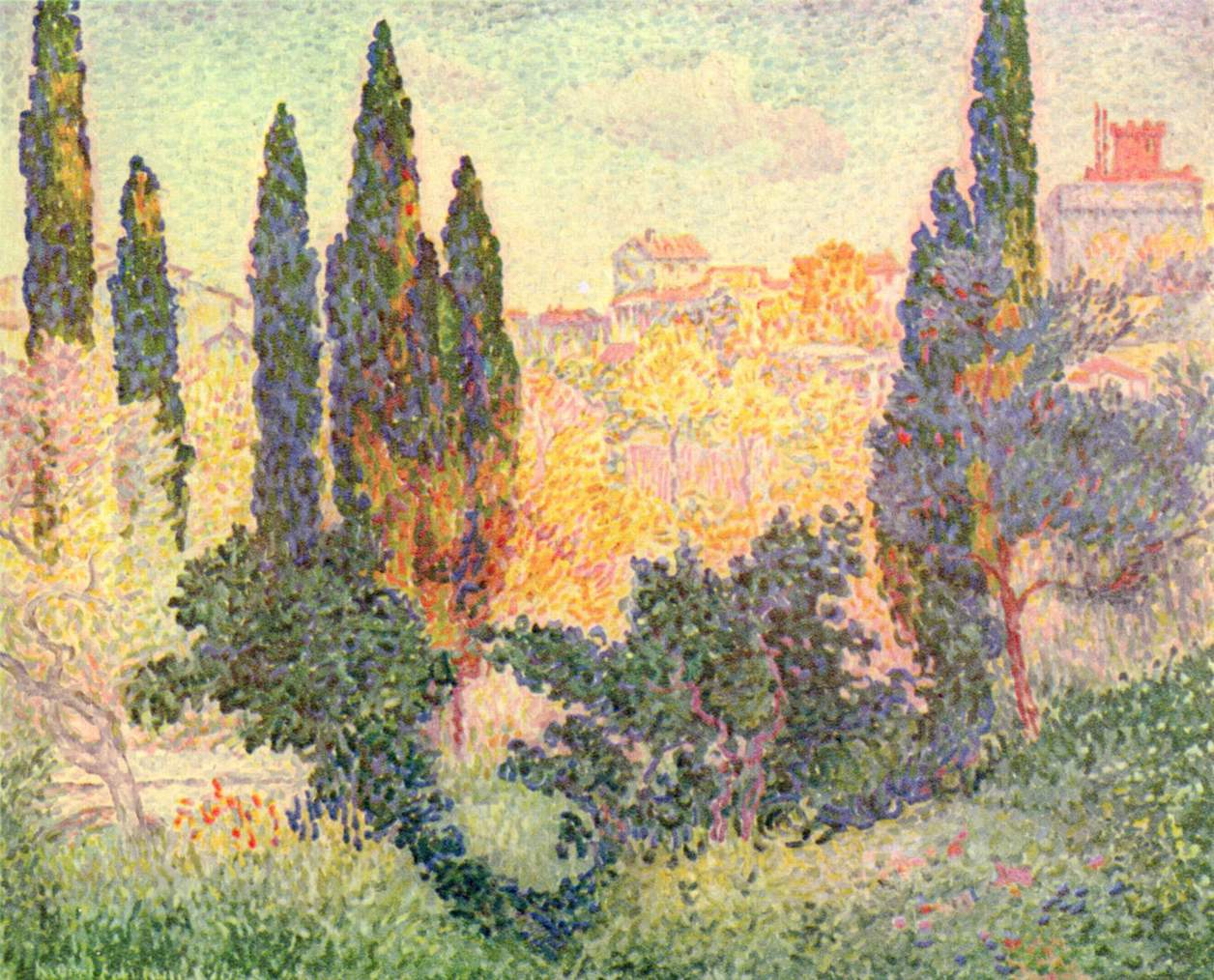
Henri-Edmond Cross, Cyprès à Cagnes (vers 1900), Paris, musée d'Orsay.
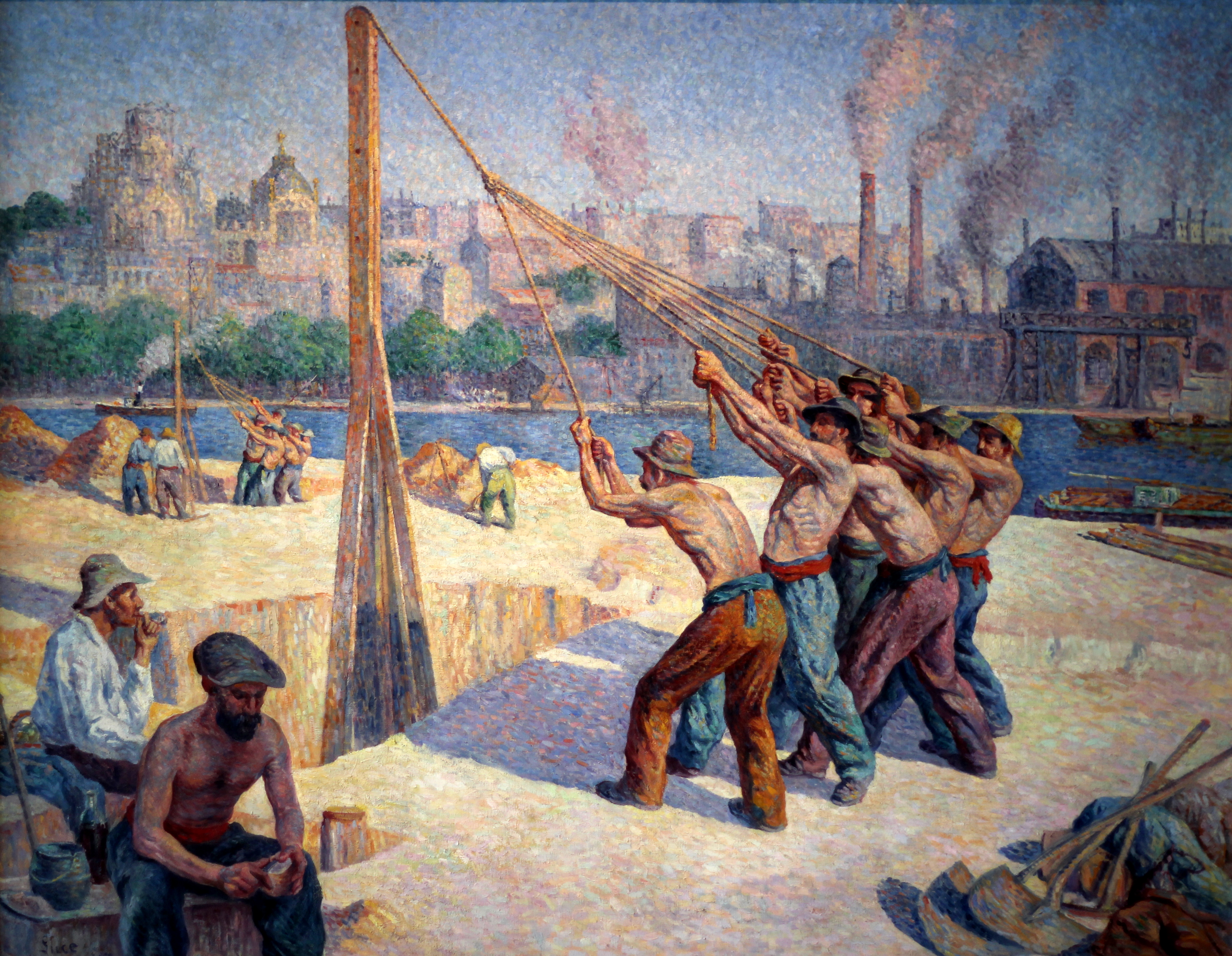
Maximilien Luce, Les Batteurs de pieux (entre 1902 et 1905), Paris, musée d'Orsay.
Georges Seurat, Un dimanche après-midi à l'Île de la Grande Jatte (1884-1886), Art Institute of Chicago.
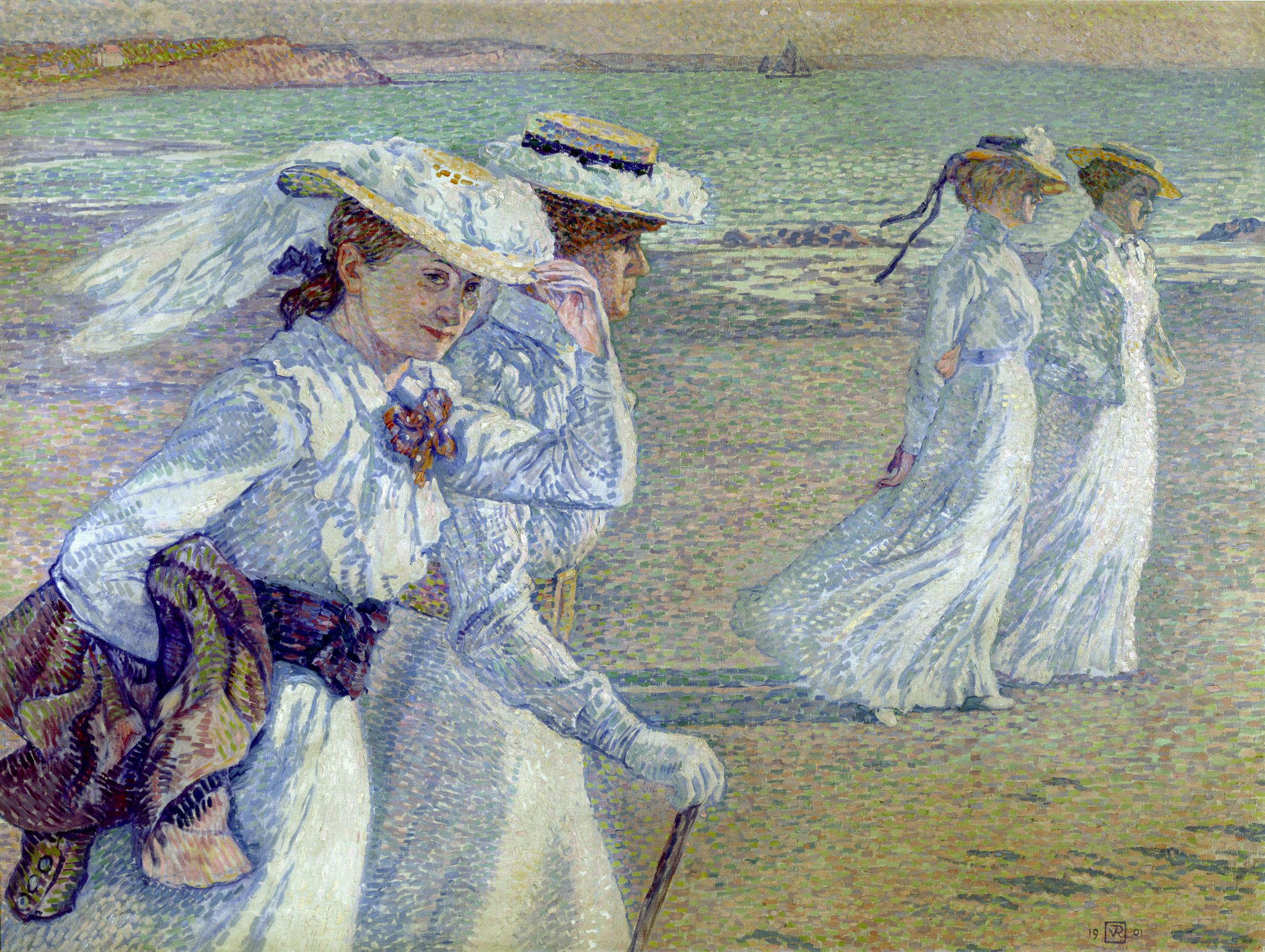
Théo van Rysselberghe, Jeunes femmes sur la plage (1901), Bruxelles, Musées royaux des beaux-arts de Belgique.
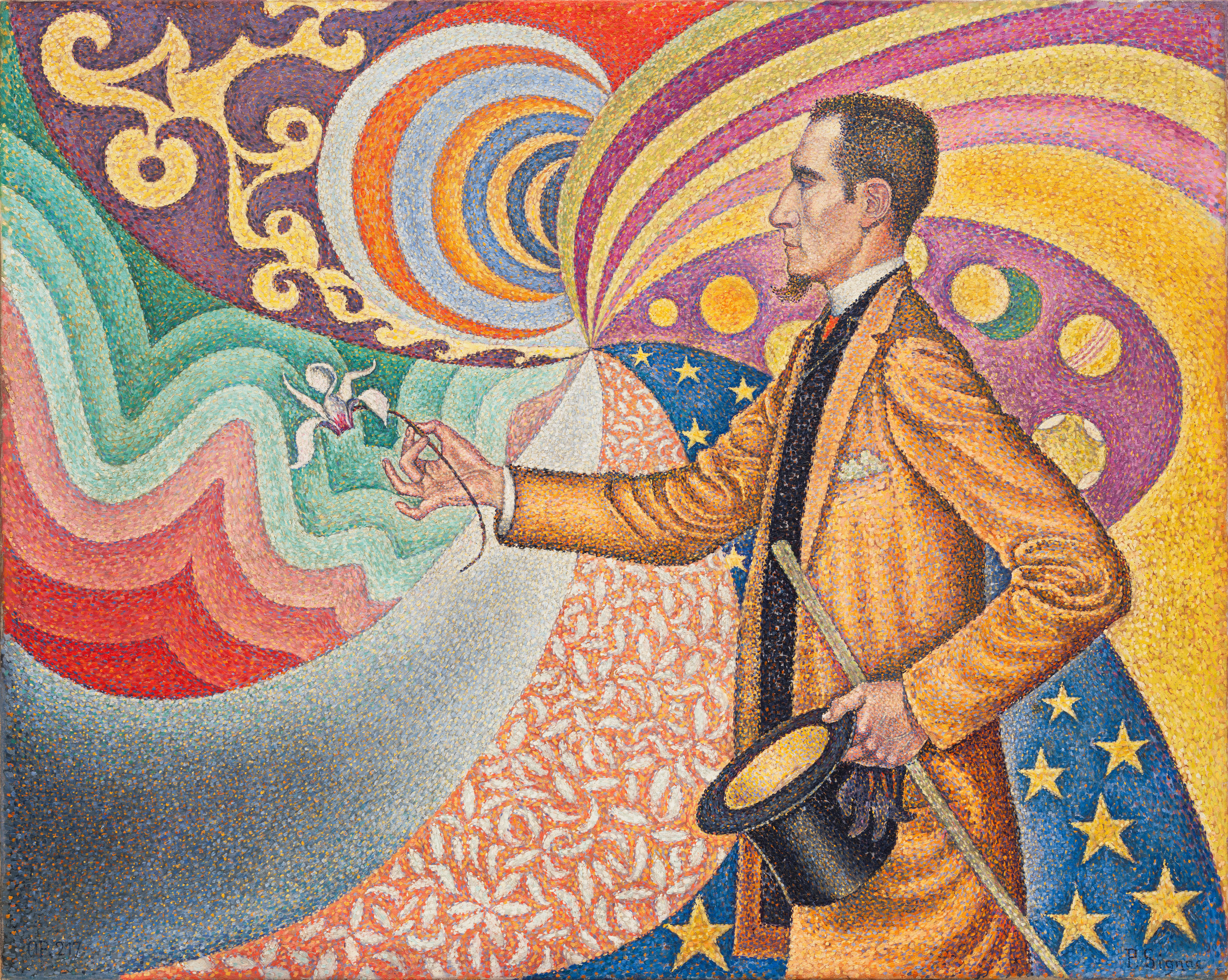
Paul Signac, Portrait de Félix Fénéon (1890), New York, Museum of Modern Art.
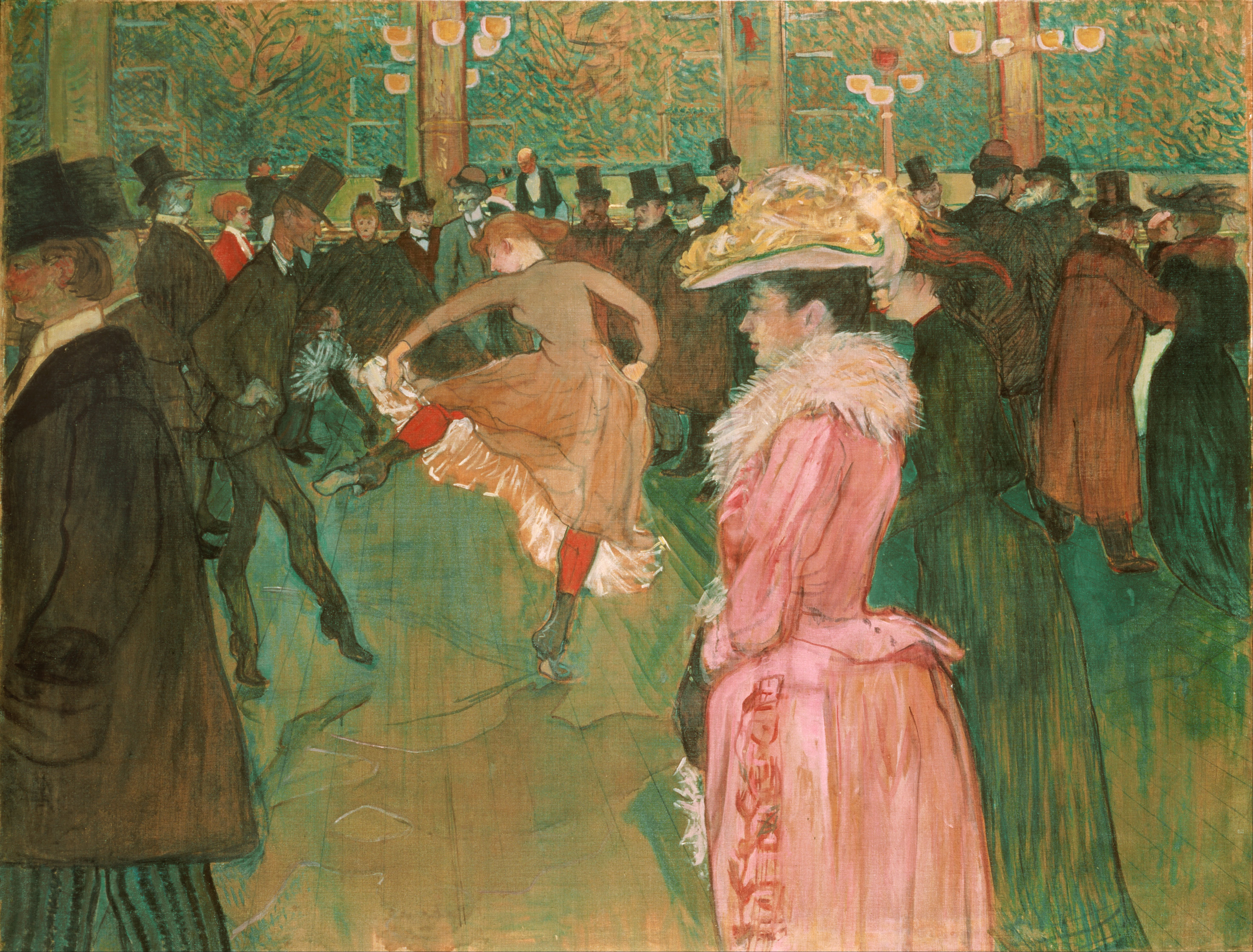
Henri de Toulouse-Lautrec, La Danse au Moulin Rouge (1890), Philadelphia Museum of Art.
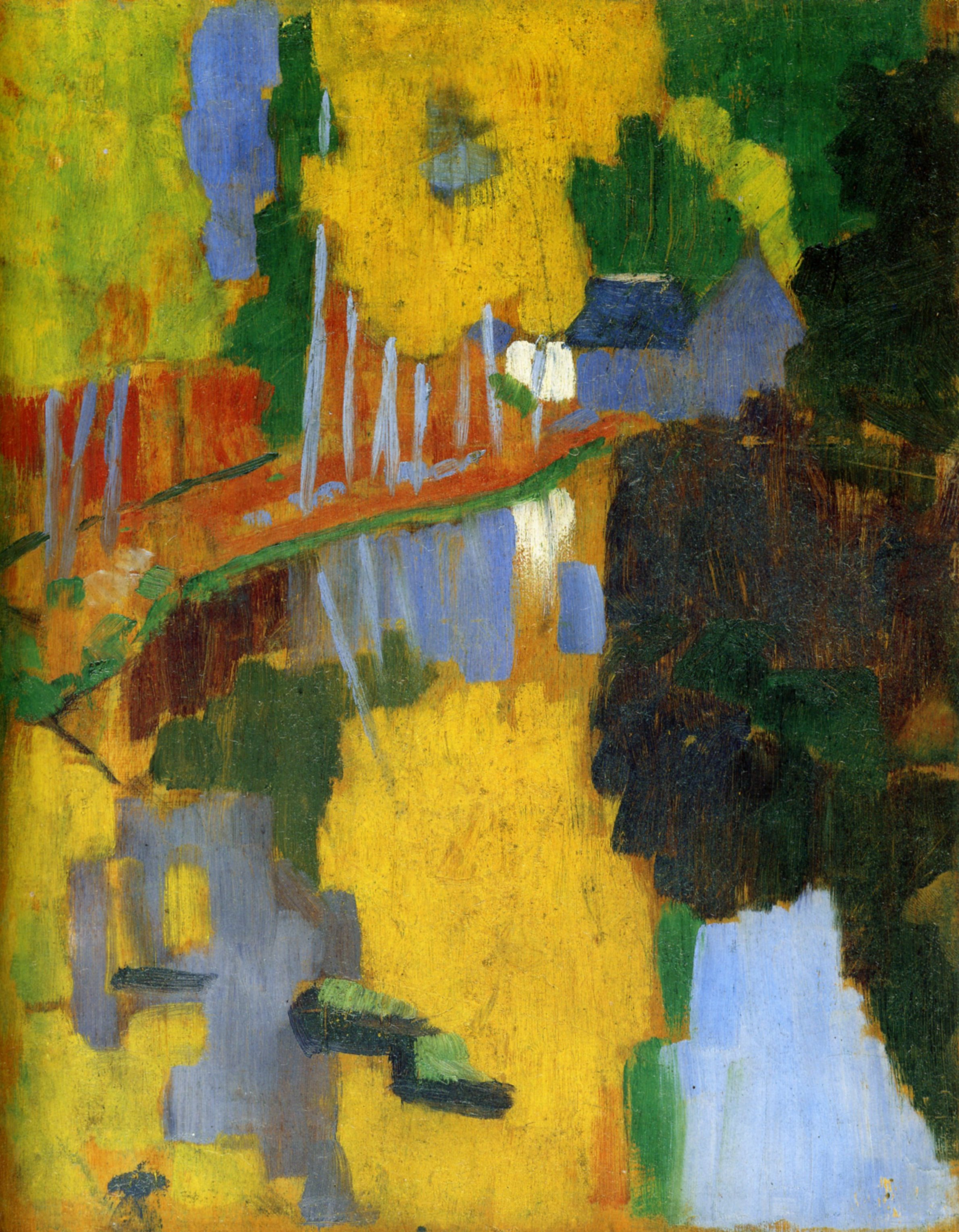
Paul Sérusier, Le Talisman, l'Aven au Bois d'Amour (1888), Paris, musée d'Orsay.
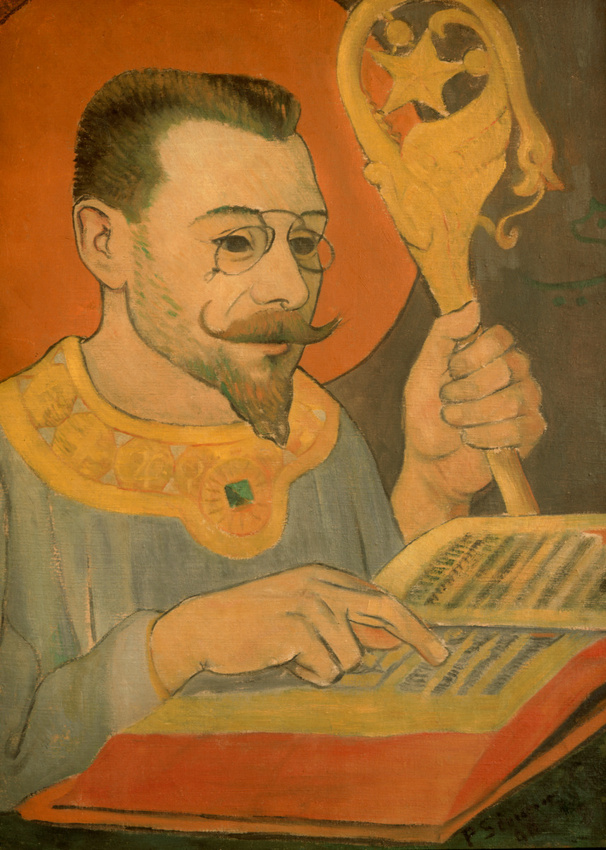
Paul Sérusier, Portrait de Paul Ranson en tenue nabique (1890), Paris, musée d'Orsay.
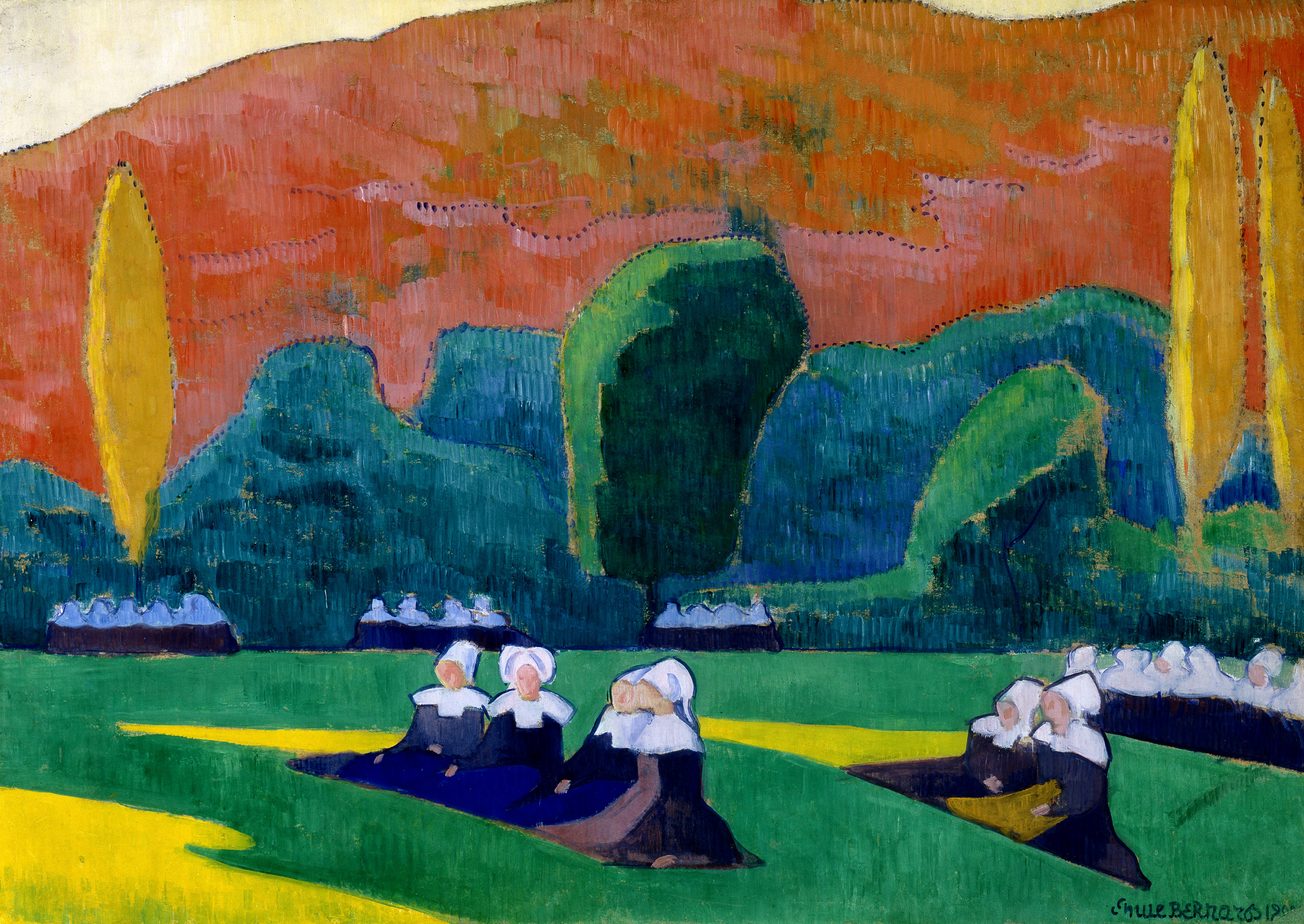
Émile Bernard, Femmes bretonnes à la prière (1892), musée d'art de Dallas.
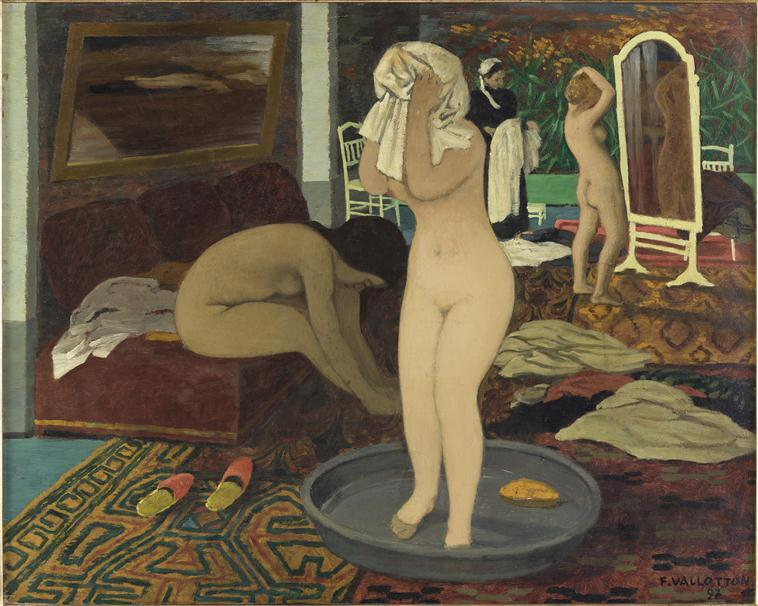
Félix Vallotton, Femmes à leur toilette (1897), Paris, musée d'Orsay.
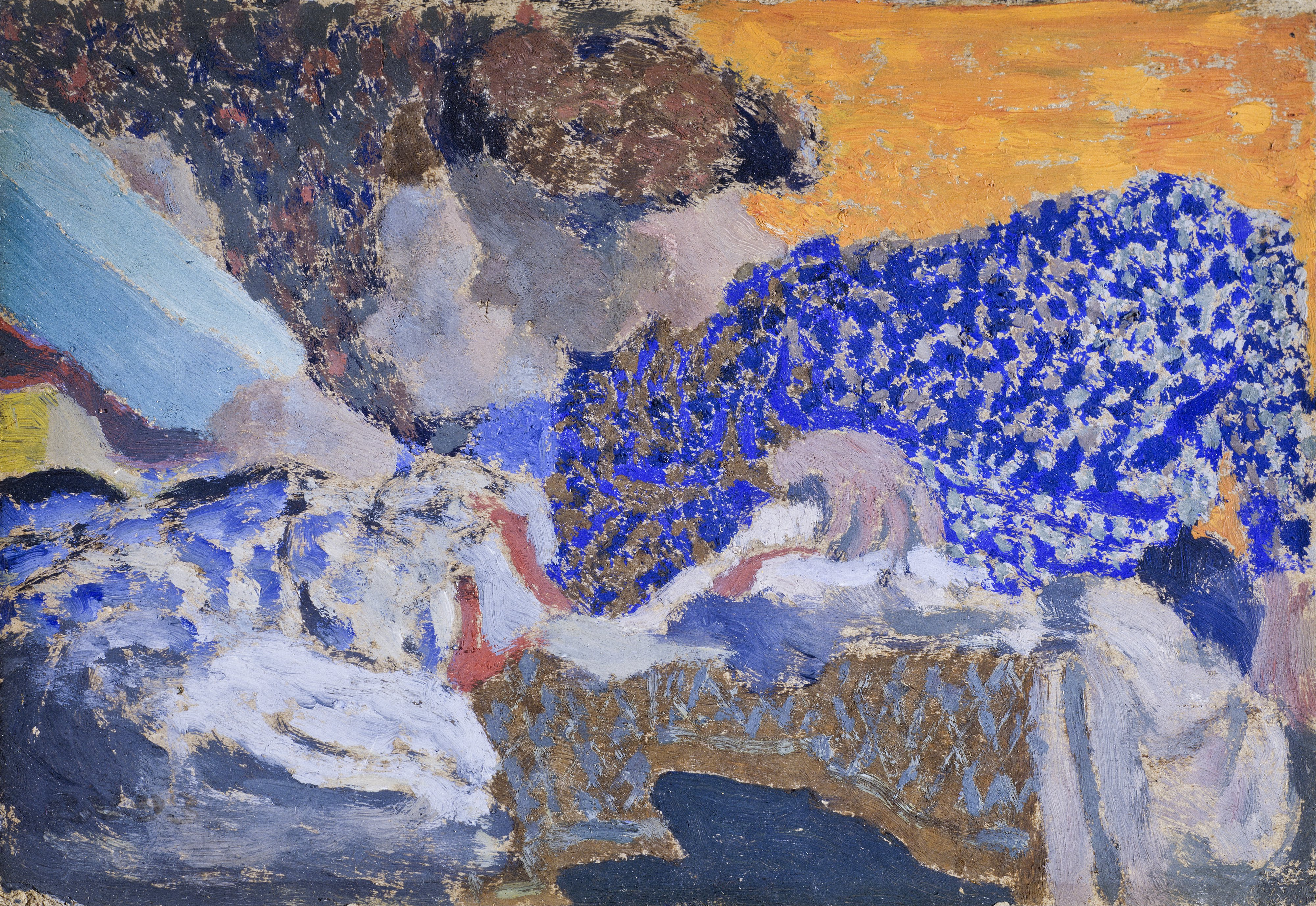
Édouard Vuillard, Deux ouvrières dans l'atelier de couture (1893), Édimbourg, Galerie nationale d'Écosse.